# An der Voßdelle
An der Voßdelle oder auch In der Vossdelle war eine Ortslage im Norden der bergischen Großstadt Wuppertal. Der Name An der Voßdelle ist als eigenständige Bezeichnung für diese Ortslage mehrheitlich nicht mehr im Bewusstsein der Bevölkerung vorhanden. Eine Gaststätte im Nahbereich trägt heute noch den Namen Zur Voßdelle.

## Lage und Beschreibung
Die Ortslage liegt auf einer Höhe von 259 m ü. NHN zwischen der Straße In den Birken und der Nevigeser Straße im Norden des Wohnquartiers Nevigeser Straße im Stadtbezirk Uellendahl-Katernberg. Benachbarte Ortslagen sind Am neuen Hessen, In den Birken, Am Luhnberg, Grenze Jagdhaus, Pfaffenhaus, Hessen und Metzmachersrath.

## Geschichte
Die Ortslage ist aus einem Siedlungsplatz hervorgegangen, der erst ab dem 19. Jahrhundert auf Karten verzeichnet ist und im Kreuzungsbereich der Elberfeld-Nevigeser Kommunal-Chaussee (heute Nevigeser Straße, Landesstraße L427) und einem Höhenweg lag (heute die Straße In den Birken), der als Kohlenweg von regionaler Bedeutung war. 1832 gehörte der Ort zur Katernberger Rotte des ländlichen Außenbezirks des Kirchspiels und der Stadt Elberfeld. Der laut der Statistik und Topographie des Regierungsbezirks Düsseldorf als Ackergut kategorisierte Ort besaß zu dieser Zeit zwei Wohnhäuser und vier landwirtschaftliche Gebäude. Zu dieser Zeit lebten zwölf Einwohner im Ort, davon einer katholischen und elf evangelischen Glaubens. Für das Jahr 1815/16 werden keine Einwohner genannt.
Nachdem in den Jahren 1833 bis 1835 die Nevigeser Straße zwischen Elberfeld und Neviges als mautpflichtige Kommunal-Chaussee gebaut wurde, wurde in Höhe Voßdelle eine Mautstation eingerichtet, die in den Jahren 1838 bis 1841 für eine Jahressumme von 694 Preußische Taler verpachtet wurde. Mit der Einrichtung der Prinz-Wilhelm-Eisenbahn verminderte sich das Fuhrwerksverkehrsaufkommen, so dass die Pacht an der Voßdelle auf 400 Taler in den Jahren 1850 bis 1852 abgesenkt werden musste.